# Jüdischer Friedhof (Westhoffen)

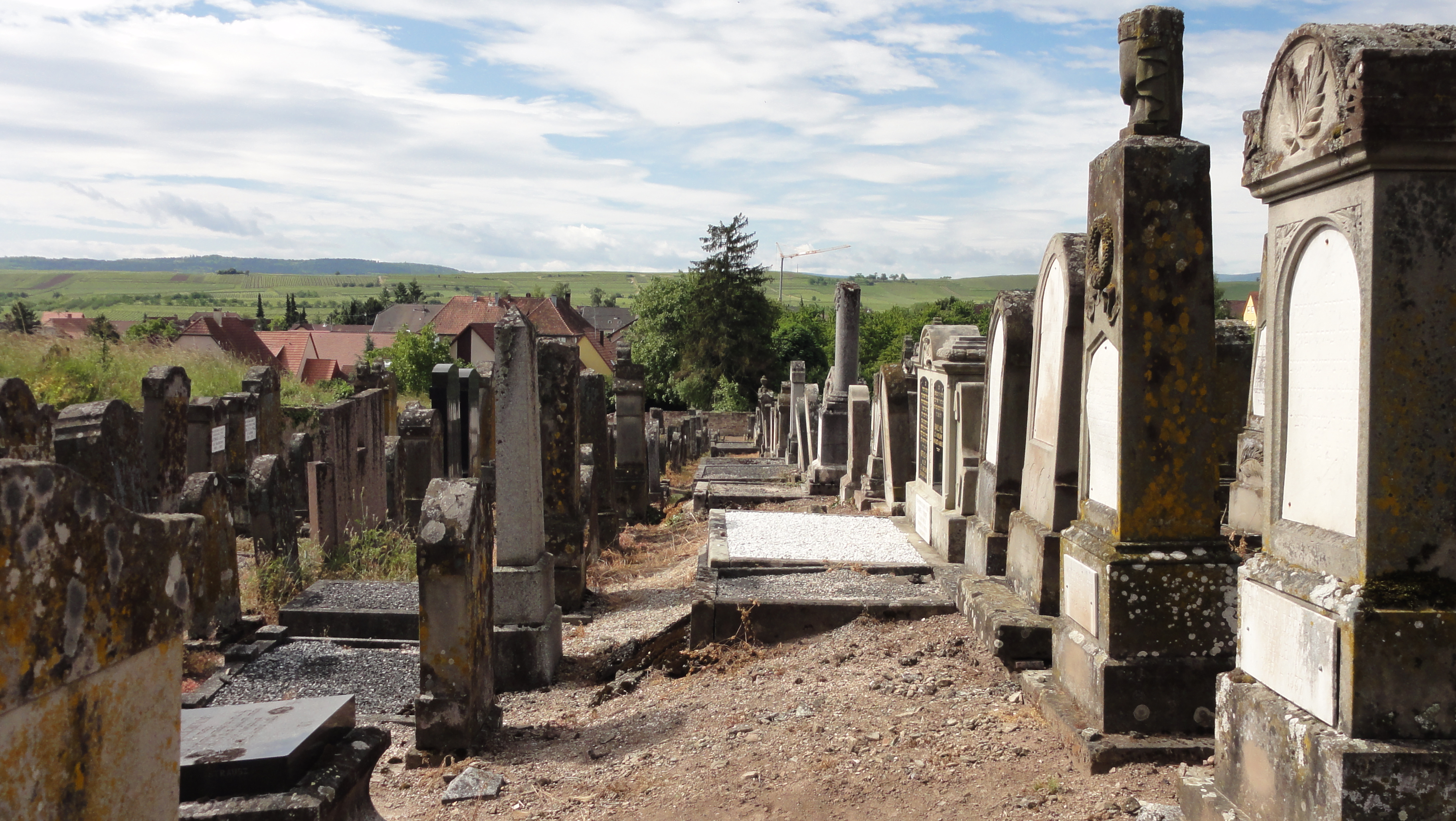
Jüdischer Friedhof in Westhoffen

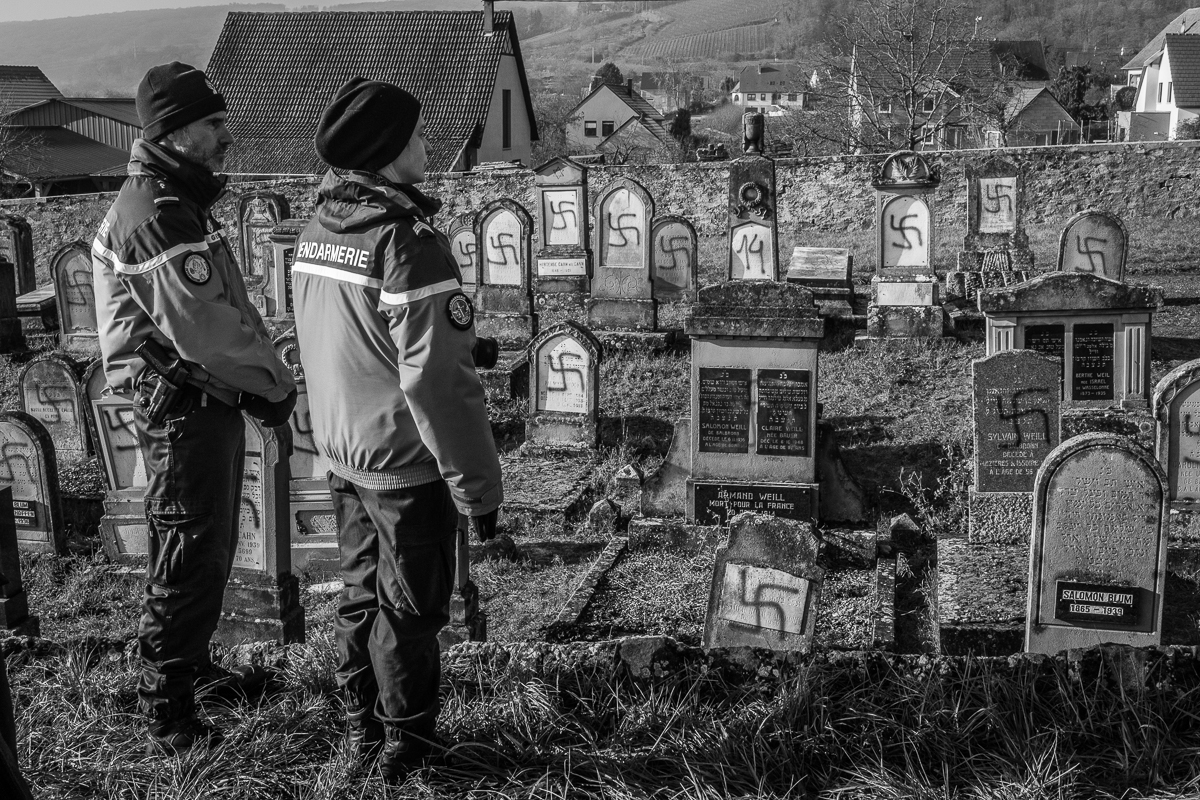
Polizisten auf dem Friedhof nach seiner Schändung am 4. Dezember 2019

Der Jüdische Friedhof in Westhoffen, einer französischen Gemeinde im Département Bas-Rhin der Region Grand Est, wurde im 19. Jahrhundert angelegt. Auf einem Katasterplan von 1832 wird er erstmals überliefert. Der jüdische Friedhof liegt an der Rue Westerend.
Die ältesten erhaltenen Grabsteine stammen aus dem Jahr 1559. Mit Isaïe Schwartz (1876–1952) und Ernest Guggenheim (1916–1977) sind dort zwei Oberrabbiner bestattet. Während der Besatzung durch Nazideutschland kamen 25 Westhofener Juden in den Todeslagern ums Leben. Die Einwohner Westhofens schändeten derweil den Friedhof. Sie zertrümmerten zahlreiche der ältesten Grabsteine und nutzen sie für den Straßenbau, andere dienten den Deutschen als Panzersperren.
Am 3. Dezember 2019 wurde der Friedhof geschändet. Zahlreiche Grabsteine wurden mit Hakenkreuzen beschmiert. Aus den Graffiti geht zudem hervor, dass die Taten zusammen mit den Schändungen jüdischer Friedhöfe in Quatzenheim Reutenbourg, Rohr und Schaffhouse-près-Seltz mit den European White Knights of the Ku Klux Klan (EWK, KKK) in Verbindung stehen. Die schwarze „14“, die auf einem Grabstein am Friedhofseingang prangt, steht für die »Fourteen Words«, einen Glaubenssatz weißer Neonazis und Rassisten: „We must secure the existence of our people and a future for White children“ (Wir müssen die Existenz unseres Volkes und eine Zukunft für die weißen Kinder sichern). Geschändet wurden auch die Gräber der Familie des ehemaligen Premierministers Michel Debré.